# Nedre Holm
Nedre Holm är en stadsdel i Motala i Östergötland. Området, som sträcker sig utmed Motala Ström, är dominerat av villabebyggelse. I området ligger Södra skolan samt ett sjukhem.
Under medeltiden och fram till anläggandet av Motala kraftverk fanns vid strömmen en kvarnby i denna del av Holm. År 1725 utgjordes den av fyra kvarnar: Johan Jönssons kvarn, Johan Bengtsson kvarn, Jonas Hollstenssons kvarn och Erik Alexanderssons kvarn. Var och en av kvarnarna hörde till en gård. År 1500 ägdes en av kvarnarna av Vadstena kloster. De andra tre var "biskopskvarnar". I samband med reformationen blev alla fyra kronans egendom. År 1725 arrenderades de fyra gårdarna med kvarnar av överste Dellvig på Bergsätter och Karshult.
Mittemot, på norra stranden av strömmen, fanns Slottssågen. Den uppfördes under mitten av 1500-talet och benämndes 1569 "Motala gårds sågekvarn". När Motala kungsgård upplöstes 1569 tillföll sågen Vadstena slott. Sedan den förfallit byggdes här upp en såg tillhörig kronohemmenet Hårstorp, som överste Dellvig bytte till sig 1720. Hit flyttades 1896 Motala snickerifabrik, som 1915 flyttades vidare till Ribbingsfors.
"Motalakungen" John Andersson anlade 1890 en femte kvarn i Holm. Den byggdes 1895-1896 om till Holms kraftstation med Motalas första elgenerator. Motala tillhörde de första städerna i Sverige med elektrisk belysning. Holms pappersbruk för tillverkning av finpapper grundades 1891 av John Andersson. I närheten byggde han också en spiksmedja och en vaddfabrik.